# 馬莎百貨 (香港)

馬莎百貨舊標誌（2007年至2015年）

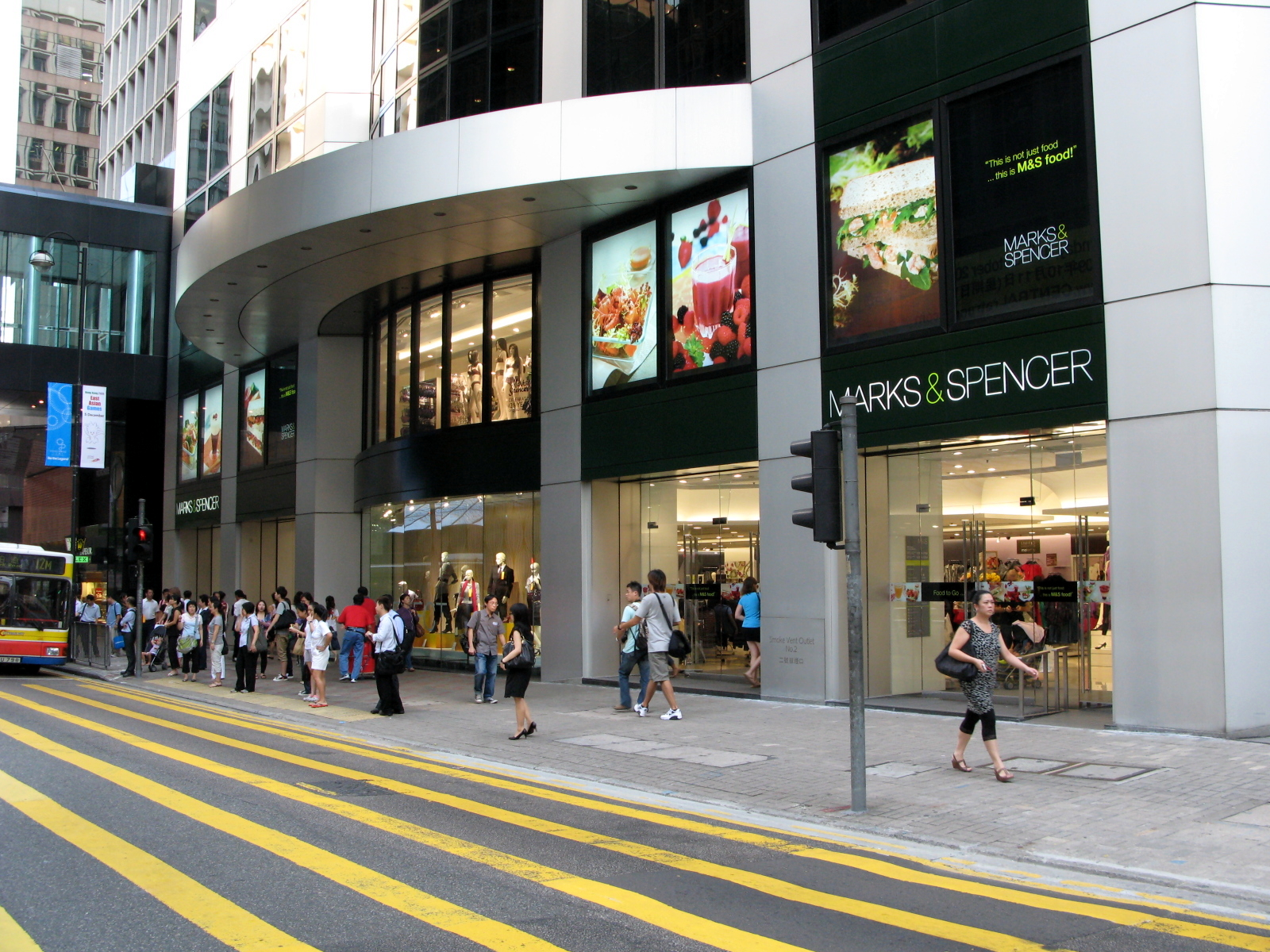
中環中匯大廈分店

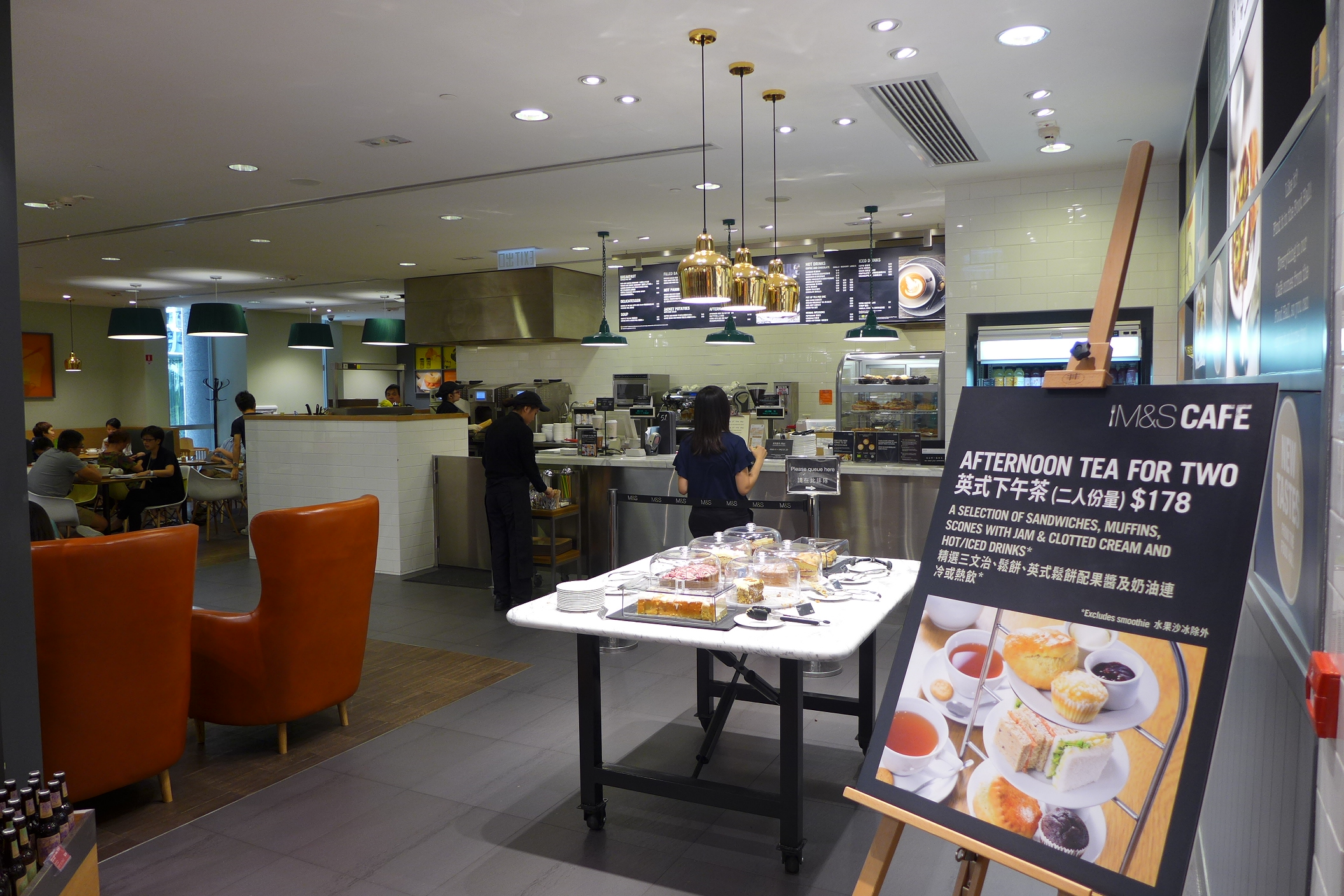
馬莎於2015年於太古城中心開設的首家M&S Cafe

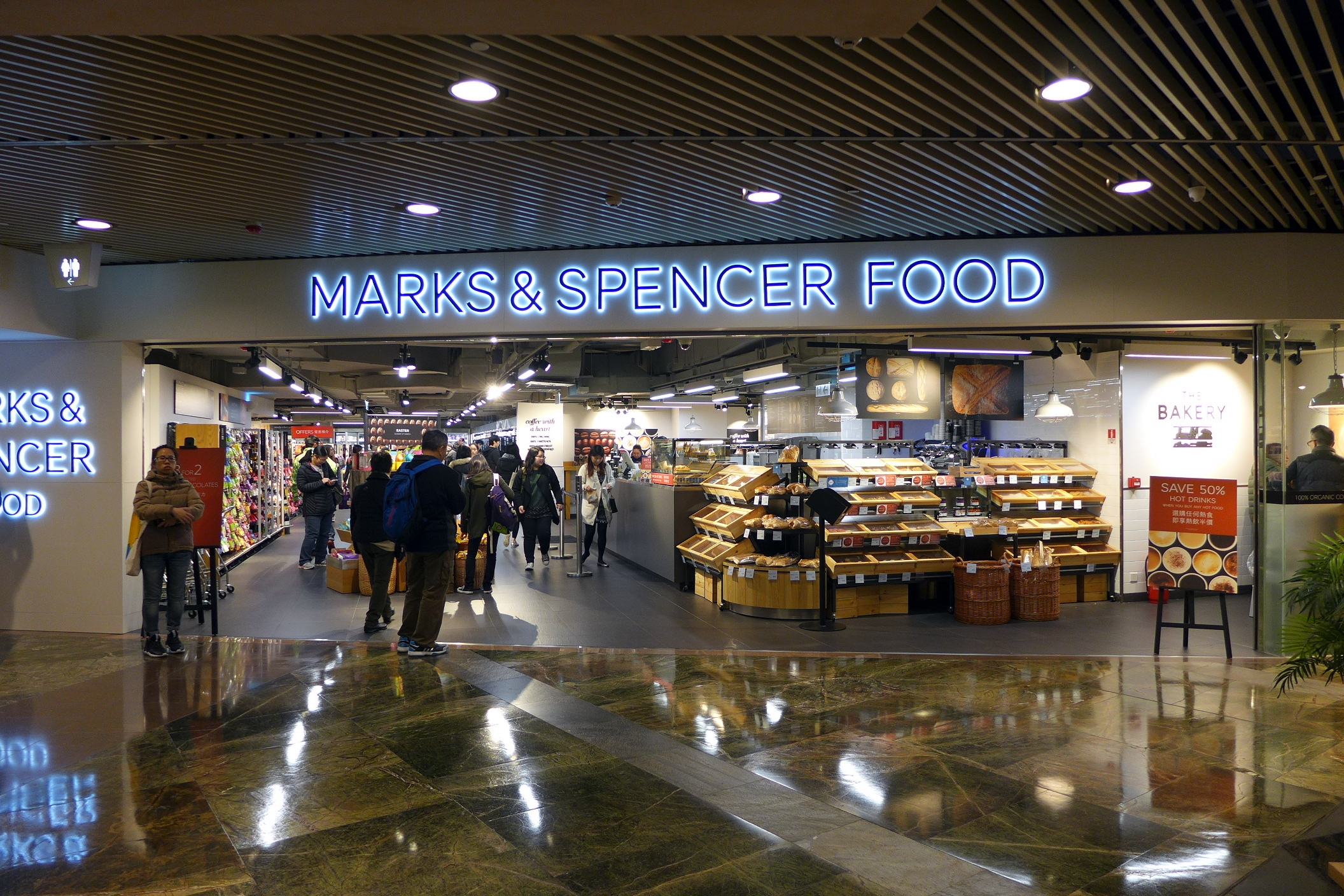
馬莎於2015年11月於朗豪坊購物商場開設全亞洲最大的馬莎食品專門店，設超過2400款貨品

馬莎百貨發源於英國列斯，於1988年5月進軍香港，在尖沙咀海洋中心開業。目前馬莎有22家分店。
在香港馬莎可找到尺碼較大的衣著和英式食品及零食等。顧客可享有35天退款或換貨服務。所銷售貨品以優質及公平交易見稱。

## 發展

### 1980年代
1988年5月6日，香港第一間馬莎百貨在尖沙咀海洋中心開幕。

### 1990年代
1994年12月6日，新界區第一間馬莎百貨在沙田新城市廣場開幕。

### 2000年代
2005年9月，於香港設立亞洲採購辦事處。

### 2010年代
2010年5月，馬莎於香港中匯大廈分店、又一城分店及告士打道88號設Food Store。主要售賣三文治、蛋糕及冷凍食品等。其後於新城市廣場及青衣城分店內的食品部增設售賣麵包。
2014年3月，馬莎百貨太古城中心分店亦會擴充至1樓全層，總樓面面積逾3萬平方呎，成為Marks & Spencer的香港最大旗艦店。
2014年8月15日，香港首家M&S Cafe在太古城中心1樓130鋪（馬莎百貨內近Food Hall、男士服裝）開幕，面積超過1,600方呎。
2014年8月28日，澳門首家馬莎百貨在金沙城中心金沙廣場開幕。
2015年11月13日，全亞洲最大的馬莎食品專門店於朗豪坊購物商場開幕，佔地3,600平方呎。
2015年11月19日，澳門第二間馬莎百貨在威尼斯人購物中心開幕。
2017年8月30日，馬莎公佈與特許經營權長期合作夥伴，來自中東阿聯酋的Al-Futtaim就收購和特許經營馬莎持有的香港及澳門零售業務展開討論，預期在未來數月進行並完成盡職調查程序。若討論成功，Al-Futtaim將成為馬莎港澳全新及唯一特許經銷商。
2017年12月30日，Al-Futtaim合共收購27間門店，成為馬莎香港及澳門的獨家特許經銷商， 並更名為“英國馬莎”（英文標誌維持不變，部份加上“LONDON”名字）。
2018年4月17日，開業近30年的海洋中心分店最後一天營業，它亦是馬莎在港的首間分店。

### 2020年代
2022年1月23日，營業逾20年的鑽石山荷里活廣場分店結業。而黃埔分店亦將於在同年3月6日租約期滿後結業。
2023年10月底，有網民發佈圖片，指出馬莎再次在屯門市廣場重開，並於同年12月8日開業。

## 分店列表

### 香港百貨公司（共11間）

#### 香港島
- 中環皇后大道中28號中匯大廈地庫至1樓（為香港旗艦店，於1996年12月2日開業）
- 太古城中心第二期1樓130號鋪（2014年3月開業，設有咖啡室）

#### 九龍
- 九龍塘達之路80號又一城LG1樓01號鋪（1998年12月11日開業）
- 大角咀海庭道18號奧海城2期G樓G43號、G45-46和G48-50號鋪（2012年4月27日開業）
- 尖沙咀彌敦道63-67號iSQUAREG3A-3C和UG3-4號舖（2011年5月9日開業）
- 九龍灣偉業街33號德福廣場一期G樓G3號舖（1997年8月30日開業）

#### 新界
- 青衣青敬路33號青衣城1樓101-102號舖和219-220號舖（2008年9月29日開業）
- 沙田沙田正街18-19號新城市廣場第三期3樓A331號舖（2019年11月27日開業）
- 坑口重華路8號東港城1樓199號舖（2011年1月29日開業）
- 屯門屯順街1號屯門市廣場1期1樓1225-1245號舖（2023年12月8日開業）
- 荃灣楊屋道1號荃新天地1期1樓 (2024年8月開業）

### 澳門百貨公司（共2間）
- 澳門倫敦人購物中心（2014年8月28日開業）
- 澳門威尼斯人購物中心（2015年11月19日開業）

### 食品專門店（共9間）
- 旺角亞皆老街8號朗豪坊B25號舖（於2015年11月12日開業，即將於2025年8月24日結業）
- 上環干諾道中200號信德中心2樓206 - 209舖
- 中環荷里活道32號建業榮基中心1樓全層
- 灣仔皇后大道東38號嘉佑大廈地下舖
- 灣仔告士打道80號地下舖（於2022年4月開業）
- 銅鑼灣告士打道311號皇室堡地下G1-G2號鋪
- 堅尼地城科士街38號聯發新樓地下C及D舖
- 沙田港鐵沙田站SHT16-17號舖
- 跑馬地景光街28-30號地下（於2024年5月2日開業）

### Pop-up Store（共3間）
- 銅鑼灣時代廣場2樓中庭（2012年8月8日至26日開業）
- 沙田新城市廣場1期 309A（2015年11月20日至2016年1月開業）
- 樂富廣場Zone A 2樓中庭（2022年開業）

### 已結業分店
- 太古城中心⼀期（1989年10月19日開業，2014年遷至二期）
- 金鐘太古廣場（1991年開業，2005年6月結業）
- 荃灣愉景新城（1998年開業，2008年結業）
- 沙田新城市廣場一期（1994年12月6日開業，2015年11月結業。到2016年3月其後遷到3樓較小的舖位，2020年3月末結業）
- 尖沙咀海洋中心（為首間分店，1988年5月6日開業，2018年4月18日結業）
- 屯門屯順街1號屯門市廣場1期2樓2253B和2256A號舖（2013年1月4日開業，2021年2月28日結業）
- 鑽石山龍蟠街1至3號廣場1樓101號舖（1997年6月21日開業，2016年曾進行翻新，2022年1月24日結業）[8]
- 紅磡黃埔花園第十一期聚寶坊G21, 22B及23號舖（2016年6月8日開業，佔地約2萬平方呎，曾是馬莎在九龍最大分店[9]，2022年3月6日結業）
- 荃灣楊屋道1號荃新天地1期G樓01號舖和UG66號舖（2008年7月1日開業，2024年3月結業，2024年9月於1樓重開）

食品專門店
- 尖沙咀金巴利道1號美麗華商場G41舖（於2014年12月開業）
- 金鐘港鐵站ADM 26-27 舖

## 員工確診COVID-19
2020年4月7日，衞生防護中心公佈馬莎百貨職員群組有5人確診COVID-19，有8名員工早前曾一齊到銅鑼灣CEO Neway唱卡拉OK，曾於荷里活廣場、皇室堡、信德中心、灣仔分店及尖沙咀辦公室工作。同日公司宣布全線香港分店及尖沙咀辦公室暫停營業或辦公，直至另行公布。

## 外部連結
- 香港及澳門馬莎百貨官方網站 （页面存档备份，存于）